# N-35 (航空機)
中島 N-35
- 用途：偵察機
- 設計者：三竹忍
- 製造者：中島飛行機
- 運用者：大日本帝国陸軍（予定）
- 初飛行：1927年11月17日
- 生産数：1機
- 運用状況：不採用・退役

N-35は、中島飛行機が大日本帝国陸軍向けに試作した偵察機。中島社内では「ポテー式偵察機」とも呼ばれた。

## 概要
1925年（大正14年）8月、三菱航空機、川崎造船所飛行機部（のちの川崎航空機）、石川島飛行機、中島の4社に対して陸軍から乙式一型偵察機を代替する新型偵察機の競争試作が内示されたが、当時の中島では甲式四型戦闘機の量産が開始されていたため、翌1926年（大正15年）8月に行われた試作発注では中島は除外された。これを不服とした中島の中島知久平所長は自主的に新型偵察機を試作するものとし、フランスから中島に招聘されていたアンドレ・マリーおよびロバン技師の指導のもと、三竹忍技師を設計主務者として開発を進めた。実機は2機が製作されていたが、実際に完成したのは1927年（昭和2年）10月に完成した1機のみとなった。
完成した試作機は1927年11月17日に初飛行を行ったが、飛行中にエンジン故障によって不時着大破する事故を起こし、乗員2名が軽傷を負った。その後、川崎のKDA-2が八八式偵察機として制式採用されることになり、不採用となったN-35は尾島飛行場の格納庫で長期間放置されていた。
機体は木金混合骨組に羽布張りの複座複葉機で、翼と固定脚の設計はフランスから輸入されたブレゲー 19B-2の、胴体はポテーズ 25の設計を参考にしている。エンジンは、製作当初はロレーヌ製のW-12水冷W型12気筒エンジン（最大485 hp）1基を搭載していたが、完成時にはロレーヌ製W-18水冷W型18気筒エンジン（最大710 hp）に変更された。

## 諸元
- 全長：9.65 m
- 全幅：16.45 m
- 主翼面積：54.0 m2
- 自重：1,700 kg
- 全備重量：2,950 kg
- エンジン：ロレーヌ W-18 水冷W型18気筒（最大710 hp） × 1
- 最大速度：230 km/h
- 実用上昇限度：7,400 m
- 航続距離：800 km
- 武装：
7.7mm固定機銃 × 2
7.7mm旋回機銃 × 1
- 乗員：2名